# Новопокровська селищна територіальна громада (Харківська область)
Новопокровська селищна територіальна громада — територіальна громада в Україні, в Чугуївському районі Харківської області. Адміністративний центр — селище Новопокровка.
Площа громади — 160,1 км2, населення громади — 16 690 осіб (2020)
Утворена 12 червня 2020 року шляхом об'єднання Новопокровської, Введенської і Есхарівської селищних рад та Старопокровської сільської ради Чугуївського району Харківської області. Перші вибори селищної ради та селищного голови Новопокровської селищної громади відбулися 25 жовтня 2020 року.

## Населені пункти
До складу громади входять 4 селища (Введенка, Есхар, Новопокровка, Роздольне) та 6 сіл (Зауддя, Зелений Колодязь, Поди, Світанок, Стара Покровка, Тернова).